# Liste der Nummer-eins-Hits in Kanada (2010)
Diese Liste enthält alle Nummer-eins-Hits in Kanada im Jahr 2010. Sie basiert auf den Canadian Hot 100, einer Auswertung der offiziellen Verkaufs- und Airplaycharts von Kanada im Auftrag des US-amerikanischen Billboard-Magazins.
Es gab in diesem Jahr 15 Nummer-eins-Singles und 29 Nummer-eins-Alben.
| Singles | Alben |
| --- | --- |
| - Lady Gaga – Bad Romance - 4 Wochen (5. Dezember 2009 – 1. Januar 2010, insgesamt 5 Wochen; → 2009) - Kesha – Tik Tok - 7 Wochen (2. Januar – 19. Februar, insgesamt 9 Wochen) - Taylor Swift – Today Was a Fairytale - 1 Woche (20. Februar – 26. Februar) - Nikki Yanofsky – I Believe - 4 Wochen (27. Februar – 26. März) - Young Artists for Haiti – Wavin’ Flag - 6 Wochen (27. März – 7. Mai) - Taio Cruz feat. Ludacris – Break Your Heart - 2 Wochen (8. Mai – 21. Mai) - Eminem – Not Afraid - 1 Woche (22. Mai – 28. Mai) - Katy Perry feat. Snoop Dogg – California Gurls - 9 Wochen (29. Mai – 30. Juli) - Eminem feat. Rihanna – Love the Way You Lie - 7 Wochen (31. Juli – 17. September) - Taio Cruz – Dynamite - 1 Woche (18. September – 24. September) - Enrique Iglesias feat. Pitbull – I Like It - 1 Woche (25. September – 1. Oktober) - Rihanna – Only Girl (In the World) - 1 Woche (2. Oktober – 8. Oktober, insgesamt 4 Wochen) - Bruno Mars – Just the Way You Are - 4 Wochen (9. Oktober – 5. November) - Rihanna – Only Girl (In the World) - 3 Wochen (6. November – 26. November, insgesamt 4 Wochen) - The Black Eyed Peas – The Time (Dirty Bit) - 3 Wochen (27. November – 17. Dezember, insgesamt 7 Wochen) - Katy Perry – Firework - 1 Woche (18. Dezember – 24. Dezember) - The Black Eyed Peas – The Time (Dirty Bit) - 4 Wochen (25. Dezember 2010 – 21. Januar 2011, insgesamt 7 Wochen) | - Susan Boyle – I Dreamed a Dream - 6 Wochen (12. Dezember 2009 – 22. Januar 2010) - Kesha – Animal - 1 Woche (23. Januar – 29. Januar) - Vampire Weekend – Contra - 1 Woche (30. Januar – 5. Februar) - Hope for Haiti Now (Verschiedene Interpreten) - 2 Wochen (6. Februar – 19. Februar) - Verschiedene Interpreten – 2010 Grammy Nominees - 1 Woche (20. Februar – 26. Februar) - Sade – Soldier of Love - 3 Wochen (27. Februar – 19. März) - Lady Antebellum – Need You Now - 3 Wochen (20. März – 9. April) - Justin Bieber – My World 2.0 - 2 Wochen (10. April – 23. April, insgesamt 4 Wochen) - Slash – Slash - 1 Woche (24. April – 30. April) - Justin Bieber – My World 2.0 - 1 Woche (1. Mai – 7. Mai, insgesamt 4 Wochen) - Glee Cast – Glee: The Music, The Power of Madonna - 1 Woche (8. Mai – 14. Mai) - AC/DC – Iron Man 2 (Soundtrack) - 1 Woche (15. Mai – 21. Mai) - Broken Social Scene – Forgiveness Rock Record - 1 Woche (22. Mai – 28. Mai) - Justin Bieber – My World 2.0 - 1 Woche (29. Mai – 4. Juni, insgesamt 4 Wochen) - Glee Cast – Glee: The Music, Volume 3 – Showstoppers - 2 Wochen (5. Juni – 18. Juni) - Jack Johnson – To the Sea - 2 Wochen (19. Juni – 2. Juli) - Drake – Thank Me Later - 1 Woche (3. Juli – 9. Juli) - Eminem – Recovery - 6 Wochen (10. Juli – 20. August, insgesamt 7 Wochen) - Arcade Fire – The Suburbs - 1 Woche (21. August – 27. August) - Eminem – Recovery - 1 Woche (28. August – 3. September, insgesamt 7 Wochen) - Iron Maiden – The Final Frontier - 1 Woche (4. September – 10. September) - Katy Perry – Teenage Dream - 1 Woche (11. September – 17. September) - Johnny Reid – A Place Called Love - 2 Wochen (18. September – 1. Oktober. insgesamt 4 Wochen) - Linkin Park – A Thousand Suns - 1 Woche (2. Oktober – 8. Oktober) - Johnny Reid – A Place Called Love - 1 Woche (9. Oktober – 15. Oktober, insgesamt 4 Wochen) - Roch Voisine – Americana - 1 Woche (16. Oktober – 22. Oktober, insgesamt 2 Wochen) - Johnny Reid – A Place Called Love - 1 Woche (23. Oktober – 29. Oktober, insgesamt 4 Wochen) - Roch Voisine – Americana - 1 Woche (30. Oktober – 5. November, insgesamt 2 Wochen) - Kings of Leon – Come Around Sundown - 1 Woche (6. November – 12. November) - Taylor Swift – Speak Now - 2 Wochen (13. November – 26. November) - Bon Jovi – Greatest Hits - 1 Woche (27. November – 3. Dezember) - Rihanna – Loud - 1 Woche (4. Dezember – 10. Dezember, insgesamt 5 Wochen; → 2011) - Kanye West – My Beautiful Dark Twisted Fantasy - 1 Woche (11. Dezember – 17. Dezember) - Susan Boyle – The Gift - 1 Woche (18. Dezember – 24. Dezember, insgesamt 2 Wochen; → 2011) - Glee Cast – Glee: The Music, The Christmas Album - 1 Woche (25. Dezember – 31. Dezember) |

## Jahreshitparaden
| Singles | Alben |
| --- | --- |
| 1. Katy Perry feat. Snoop Dogg – California Gurls 2. Kesha – Tik Tok 3. Lady Gaga – Bad Romance 4. Taio Cruz – Dynamite 5. Taio Cruz feat. Ludacris – Break Your Heart 6. Train – Hey, Soul Sister 7. Eminem feat. Rihanna – Love the Way You Lie 8. B.o.B. feat. Hayley Williams – Airplanes 9. Lady Antebellum – Need You Now 10. The Black Eyed Peas – I Gotta Feeling | 1. Eminem – Recovery 2. Susan Boyle – I Dreamed a Dream 3. Lady Gaga – The Fame 4. Michael Bublé – Crazy Love 5. Andrea Bocelli – My Christmas 6. The Black Eyed Peas – The E.N.D. 7. Justin Bieber – My World 2.0 8. Lady Antebellum – Need You Now 9. Maxime Landry – Vox Pop 10. Verschiedene Interpreten – Much Dance 2010 |